# ФК Хонвед Будимпешта
Фудбалски клуб Хонвед Будимпешта (мађ. Budapest Honvéd Football Club) је мађарско спортско друштво из Будимпеште, најпознатије по свом фудбалском клубу. Основани са као Кишпешт (по крају града), а 1944. су добили своје данашње име. Најпознатији играчи свих времена који су играли за Хонвед су: Ференц Пушкаш, Шандор Кочиш, Јожеф Божик и Золтан Цибор. Тренутно се такмичи у Првој лиги Мађарске.

## Успеси
- Прва лига Мађарске: 14
  - 1949/50, 1950, 1952, 1954, 1955, 1979/80, 1983/84, 1984/85, 1985/86, 1987/88, 1988/89, 1990/91, 1992/93, 2016/17.
- Куп Мађарске: 7
  - 1926, 1964, 1985, 1989, 1996, 2007, 2009.
- Митропа куп: 1
  - 1959.